# Magydaris panacifolia
Magydaris panacifolia — багаторічна рослина родини окружкових.

## Опис
Багаторічна, витривала, запушена трава. Стебла до 250 см заввишки, жолобчасті, сильно розгалужені у верхній частині, вкриті дрібними волосками. Прикореневі листки 14–34 см завдовжки, цілокраї або пірчасторозсічені. Плоди 5,5-9,5 мм завдовжки та від (1,5) 2 до 2,7 мм завширшки. Цвіте з травня по липень; плодоносить у серпні.

## Поширення
Піренейський півострів, Балеарські острови, Південно-Західна Африка. Поширений у сухих місцях та канавах на висотах від 0 до 1100 м над рівнем моря.

## Галерея

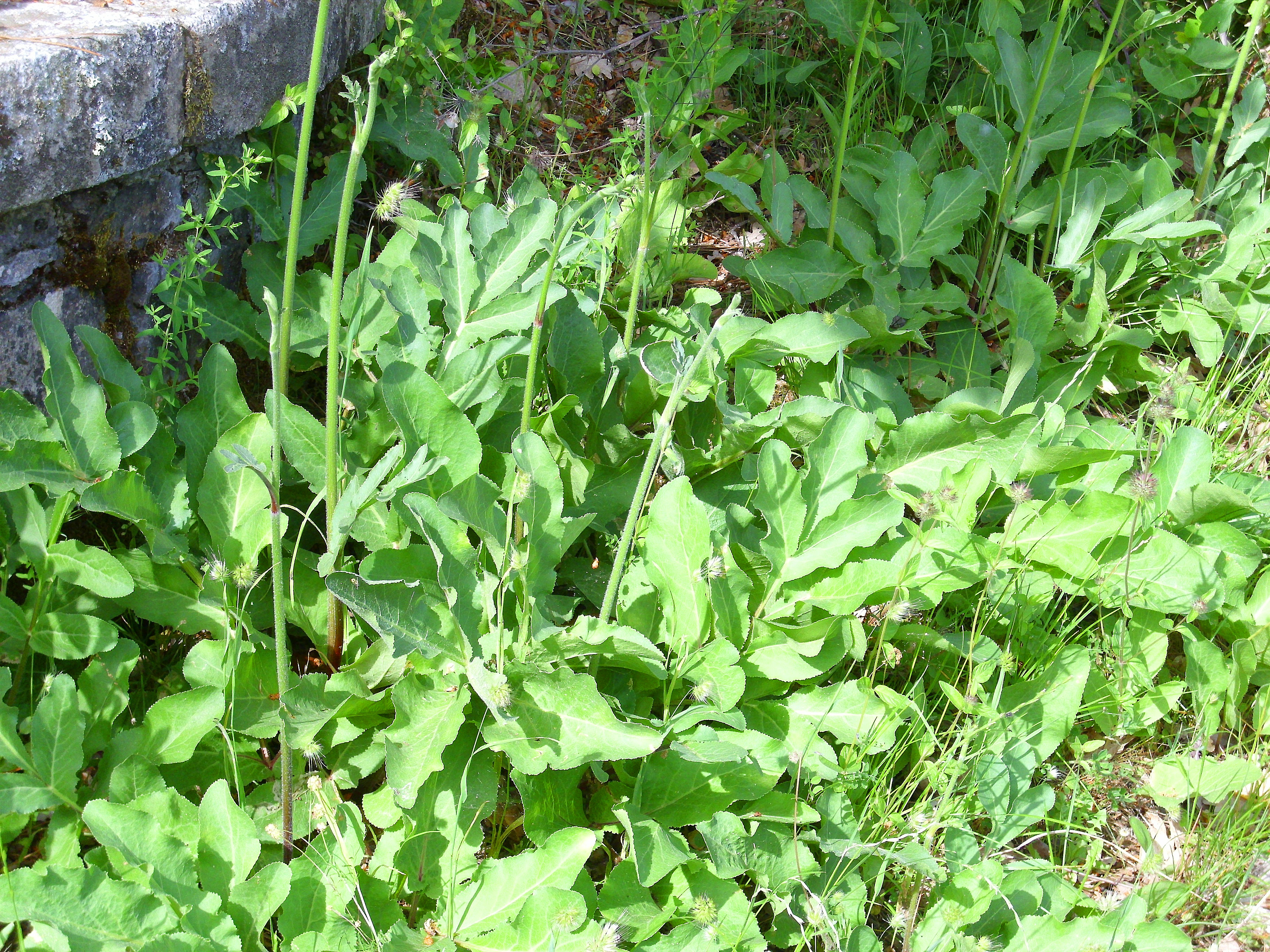
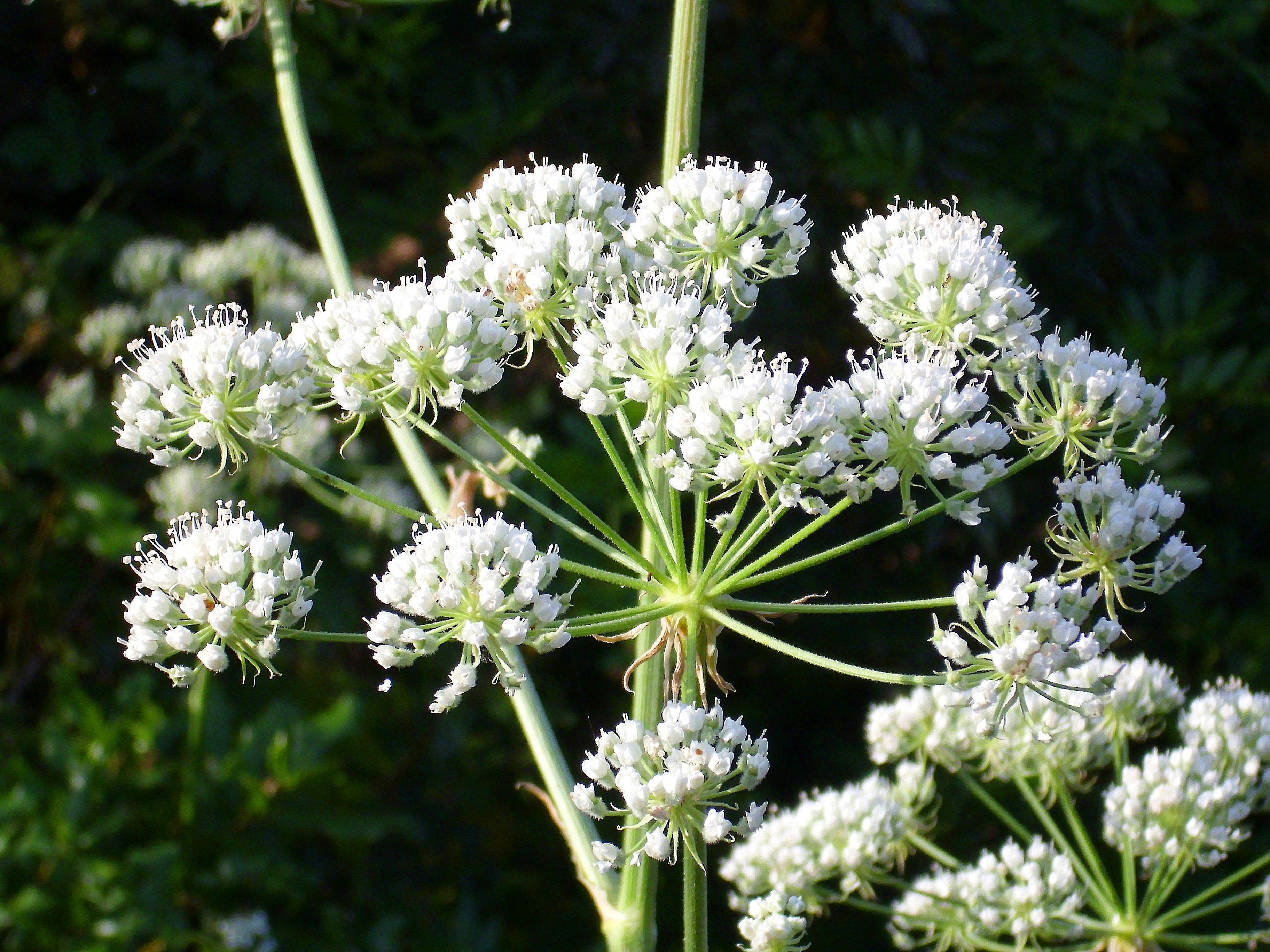
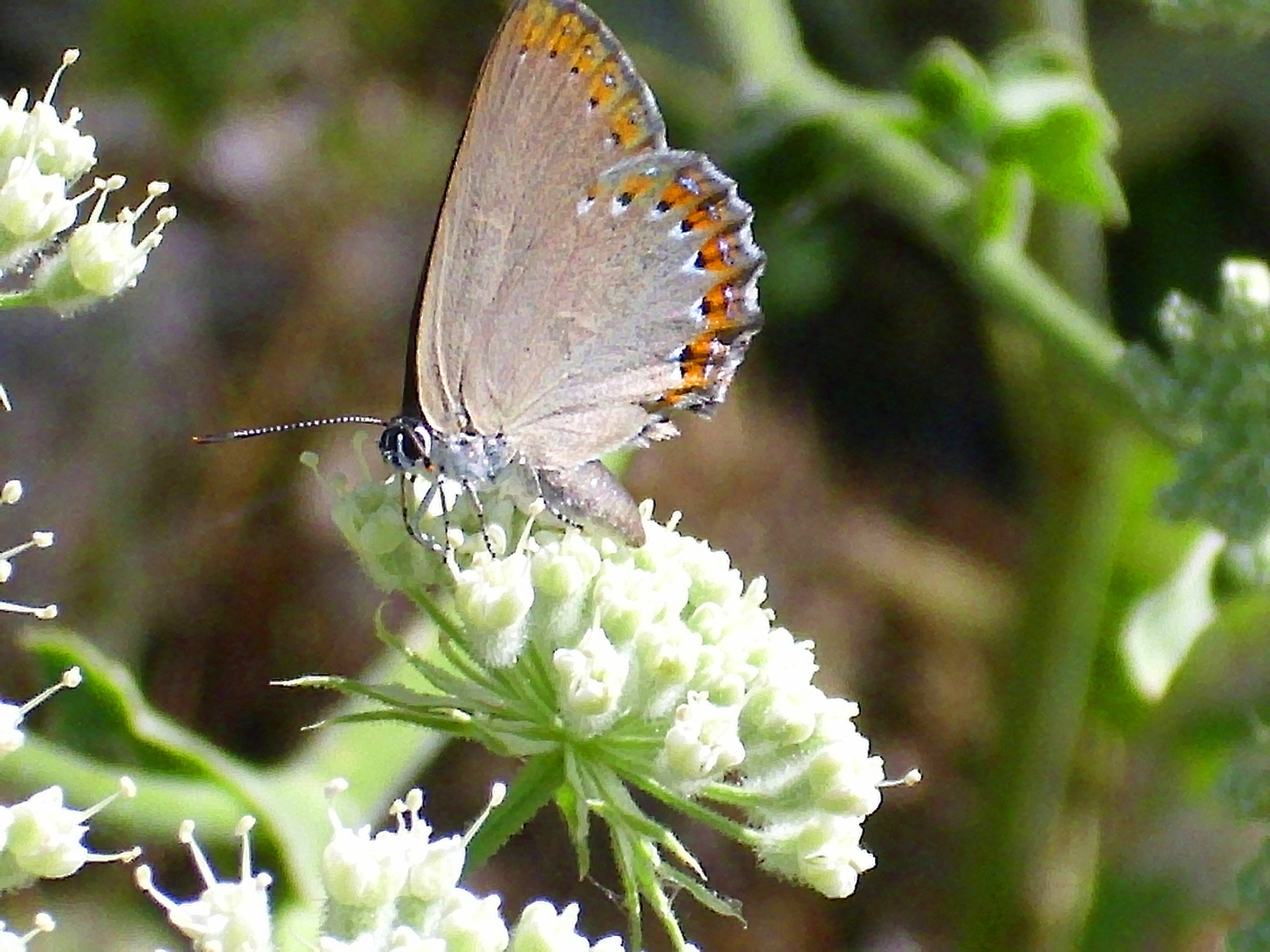